# Charles La Trobe
Charles Joseph La Trobe (Londres, 20 de março de 1801 — Alfriston, 4 de dezembro de 1875) foi o primeiro tenente-governador da colônia Vitória (atual estado da Austrália).

## Primeiros anos
La Trobe nasceu em Londres, filho de Christian Ignatius Latrobe, de uma família de origem huguenote. Foi educado na Inglaterra e mais tarde passou algum tempo na Suíça, sendo ativo em montanhismo, fez uma série de escaladas nos Alpes entre 1824 e 1826. Em 1832 visitou os Estados Unidos, juntamente com o conde Albert Pourtales, e em 1834 viajou de Nova Orleans até o México com Washington Irving. La Trobe publicou vários livros descrevendo suas experiências nas viagens: The Alpenstock (1829), The Pedestrian (1832), The Rambler in North America (1835), e The Rambler in Mexico (1836).

## Tenente-governador
Em 1837, a ele foi confiado uma comissão do governo, no Caribe e informou sobre o futuro da educação dos escravos recém-emancipados. Ele foi enviado para o Distrito de Porto Philip de Nova Gales do Sul em 1839 como superintendente, embora tivesse pouca experiência gerencial e administrativa. Melbourne tinha uma população de cerca de 3 mil pessoas na época e foi se expandindo rapidamente. La Trobe iniciou obras para melhorar o saneamento e as ruas. Como o Distrito de Porto Phillip era uma dependência da Nova Gales do Sul, no momento, todas as vendas de terrenos, construção de planos e compromissos oficiais tinham de ser aprovadas pelo governador de Nova Gales do Sul George Gipps, com quem La Trobe tinha um bom relacionamento pessoal e trabalho. A Associação de Separação (Separation Association) tinha sido formado em 1840 querendo que o Distrito de Portp Phillip Distrito se tornasse uma colônia separada.
Em 1841, La Trobe escreveu a Gipps, pedindo-lhe que visitasse Melbourne para formar sua própria opinião sobre a questão da separação.[2] La Trobe não fez campanha ativamente para a separação, sendo que o Conde Grey tinha incluído a separação no plano de recuperação para as colônias. Em 1851, quando Melbourne teve um êxodo induzido pelo ouro, o Distrito de Porto Phillip ganhou independência da Nova Gales do Sul, tornando-se a colônia de Vitória, La Trobe tornou-se tenente-governador por três anos - uma posição que ocupou até 1854. La Trobe, que tinha sofrido dúvidas e críticas devido à sua inexperiência, apresentou a sua demissão em dezembro de 1852 e teve de esperar por Charles Hotham para tomar seu lugar. No fim de seu governo, a esposa de La Trobe, Sophie ficou doente e morreu depois de voltar para a Europa em 30 de janeiro de 1854.
La Trobe atuou como tenente-governador da Terra de Van Diemen por quatro meses de 1846 a 1847.

## As chaves de Geelong
Charles La Trobe também está ligado à descoberta de um indício da teoria da descoberta da Austrália pelos portugueses. Em 1847, no Limeburners' Point, próximo à Geelong, Charles La Trobe, um geólogo amador, estava examinando as cascas de um forno de cal, quando um trabalhador mostrou-lhe um conjunto de cinco chaves que ele alegou ter encontrado, posteriormente chamado de As Chaves de Geelong (Geelong Keys). La Trobe concluiu que as chaves foram lançadas na praia a cerca de três séculos atrás. Em 1977, Kenneth Gordon McIntyre sugere a hipótese de que eles foram lançados por navegadores portugueses sob o comando de Cristóvão de Mendonça. Uma vez que as chaves foram perdidas, sua origem exata não pode ser verificada. No entanto, a investigação, por geólogos Edmund Gill e PFB Alsop mostrou que a idade do achado que foi encontrado era de 2330-2800 anos de idade, tornando improvável. O erro por La Trobe é bastante compreensível de acordo com Gill e Alsop, uma vez que em 1847 a maioria das pessoas achavam que o mundo tinha apenas 6 mil anos de idade.
- Commons